# Anka Feldhusen

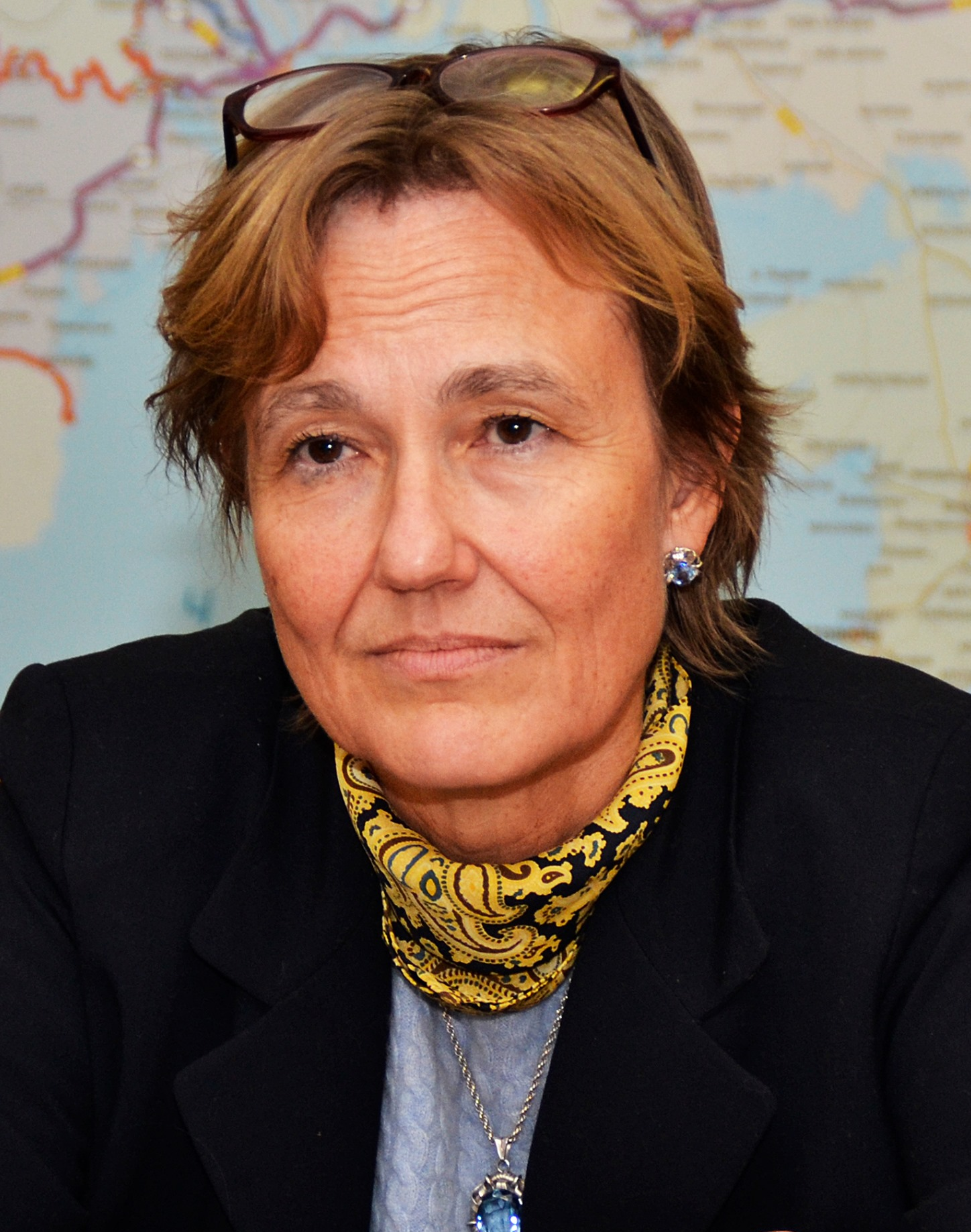
Anka Feldhusen, 2020

Anka Feldhusen (* 1966 in Elmshorn) ist eine deutsche Diplomatin. Sie ist seit 2023 Direktorin für Zivile Krisenprävention und Stabilisierung im Auswärtigen Amt. Vorher war sie von Juli 2019 bis Juli 2023 Botschafterin der Bundesrepublik Deutschland in Kiew, Ukraine.

## Leben
Anka Feldhusen legte ihr Abitur 1985 an der Kieler Gelehrtenschule ab und studierte anschließend Politikwissenschaften, Slawistik und Anglistik an der Christian-Albrechts-Universität zu Kiel (1985–1987) und am Institut d’études politiques de Paris (1987–1990), wo sie ihr Diplom erhielt.
Nach erfolgreich absolviertem Auswahlwettbewerb des Auswärtigen Amts nahm sie an der Attachéausbildung für den höheren Auswärtigen Dienst in der Aus- und Fortbildungsstätte des Auswärtigen Amtes in Bonn-Ippendorf (1993–1994) teil.
Von 1994 bis 1997 war sie Presse- und Protokollreferentin der Botschaft in Kiew (Ukraine). Ein Masterstudium im Fachbereich „Internationale Beziehungen“ absolvierte sie an der Fletcher School in Medford (1997–1998).
Von 1998 bis 2001 war sie Protokollreferentin des Auswärtigen Amtes in Bonn und Berlin. Während dieser Zeit leitete sie im Jahr 2000 für zwei Monate das Büro des Auswärtigen Amtes in Prizren. Anschließend war sie Referentin im EU-Koordinierungsstab am Auswärtigen Amt Berlin (2001–2002), ständige Vertreterin des Leiters der Botschaft Havanna (Kuba; 2002–2005) und Leiterin der Fortbildung des Auswärtigen Amtes Berlin (2005–2009). Nach einem neunmonatigen Sprachkurs wurde sie ständige Vertreterin des Leiters der Botschaft in Kiew (2010–2015), sie spricht seitdem fließend Ukrainisch. Anschließend wurde sie Referatsleiterin Ostafrika des Auswärtigen Amtes Berlin (2015–2016) und Referatsleiterin der Abteilung Grundsatzfragen der Außenpolitik des Bundespräsidialamtes Berlin (2016–2019). 
Im Juli 2019 übernahm sie zum dritten Mal einen Posten an der deutschen Vertretung in Kiew, nun als Botschafterin. Nach der Evakuierung der Botschaft nach dem russischen Überfall auf die Ukraine im Februar 2022 blieb sie zunächst in Kiew zurück, um anschließend von den polnischen Städten Rzeszów und Zamość Hilfslieferungen für die Ukraine zu koordinieren. Im Juni 2022 eröffnete sie die Botschaft in Kiew wieder. Im Juli 2023 wurde sie im Amt der Botschafterin von Martin Jäger abgelöst und wechselte auf den Posten der Direktorin für Zivile Krisenprävention und Stabilisierung im Auswärtigen Amt.